# Primera División de Chile 1979
El Campeonato Nacional de Fútbol de la Primera División de 1979 fue el torneo disputado en la 47.ª temporada de la máxima categoría del fútbol profesional chileno, correspondiente al año 1979.
El torneo se jugó en dos rondas con un sistema de todos-contra-todos. Participaron un total de 18 equipos, entre los que se consagró campeón Colo-Colo, luego de siete años de espera, obteniendo de este modo el décimo segundo campeonato profesional en su historia. 
Tras ubicarse en los últimos puestos de la tabla de posiciones, descendieron a Segunda División Santiago Morning y Ñublense.

## Equipos por región
| Región               | N.º | Equipos |
| -------------------- | --- | --- |
| Región Metropolitana | 8   | Audax Italiano, Colo-Colo, Deportes Aviación, Palestino, Santiago Morning, Unión Española, Universidad Católica y Universidad de Chile |
| Biobío               | 4   | Deportes Concepción, Lota Schwager, Naval y Ñublense                                                                                   |
| Valparaíso           | 2   | Everton y Santiago Wanderers |
| Antofagasta          | 1   | Cobreloa |
| Coquimbo             | 1   | Coquimbo Unido |
| O'Higgins            | 1   | O'Higgins |
| Araucanía            | 1   | Green Cross Temuco |

## Tabla final
| Pos | Equipo               | PJ | PG | PE | PP | GF | GC | Dif | Pts |
| --- | -------------------- | -- | -- | -- | -- | -- | -- | --- | --- |
| 1   | Colo-Colo            | 34 | 23 | 8  | 3  | 72 | 24 | 48  | 55  |
| 2   | Cobreloa             | 34 | 18 | 8  | 8  | 61 | 36 | 25  | 45  |
| 3   | Unión Española       | 34 | 18 | 7  | 9  | 45 | 31 | 14  | 44  |
| 4   | Universidad de Chile | 34 | 17 | 8  | 9  | 37 | 25 | 12  | 44  |
| 5   | O'Higgins            | 34 | 18 | 7  | 9  | 47 | 40 | 7   | 43  |
| 6   | Green Cross Temuco   | 34 | 14 | 11 | 9  | 46 | 40 | 6   | 39  |
| 7   | Coquimbo Unido       | 34 | 14 | 8  | 12 | 60 | 57 | 3   | 36  |
| 8   | Palestino            | 34 | 10 | 14 | 10 | 52 | 50 | 2   | 34  |
| 9   | Deportes Concepción  | 34 | 12 | 10 | 12 | 49 | 49 | 0   | 34  |
| 10  | Universidad Católica | 34 | 9  | 15 | 10 | 45 | 38 | 7   | 33  |
| 11  | Deportes Aviación    | 34 | 12 | 8  | 14 | 52 | 41 | 11  | 32  |
| 12  | Lota Schwager        | 34 | 9  | 13 | 12 | 28 | 44 | -16 | 31  |
| 13  | Naval                | 34 | 8  | 14 | 12 | 45 | 55 | -10 | 30  |
| 14  | Everton              | 34 | 10 | 9  | 15 | 54 | 57 | -3  | 29  |
| 15  | Audax Italiano       | 34 | 10 | 7  | 17 | 46 | 56 | -10 | 27  |
| 16  | Santiago Wanderers   | 34 | 6  | 9  | 19 | 37 | 65 | -28 | 21  |
| 17  | Santiago Morning     | 34 | 7  | 7  | 20 | 33 | 72 | -39 | 21  |
| 18  | Ñublense             | 34 | 6  | 7  | 21 | 28 | 57 | -29 | 19  |

PJ=Partidos jugados; PG=Partidos ganados; PE=Partidos empatados; PP=Partidos perdidos; GF=Goles a favor; GC=Goles en contra; Dif=Diferencia de gol; Pts=Puntos
|  | Campeón. Clasifica a la Copa Libertadores 1980 |
|  | Clasifica a la Liguilla Pre-Libertadores       |
|  | Juega la Liguilla de promoción                 |
|  | Definición por el descenso a Segunda División. |
|  | Desciende a Segunda División                   |

## Campeón
|                               |
| Campeón Colo-Colo 12.º título |
|                               |

## Desempate por el Descenso
| diciembre de 1979 | Santiago Wanderers | 1 : 0 | Santiago Morning | Sausalito, Viña del Mar                                   |                                                           |
|                   | Bórquez 66'        |       |                  | Asistencia: 27.037 espectadores Árbitro(s): Juan Silvagno | Asistencia: 27.037 espectadores Árbitro(s): Juan Silvagno |

Santiago Morning desciende a Segunda División. Santiago Wanderers debe jugar la Liguilla de Promoción.

## Liguilla Pre-Libertadores
| Pos | Equipo               | PJ | PG | PE | PP | GF | GC | Dif | Pts |
| --- | -------------------- | -- | -- | -- | -- | -- | -- | --- | --- |
| 1   | O'Higgins            | 3  | 2  | 1  | 0  | 6  | 3  | 3   | 5   |
| 2   | Universidad de Chile | 3  | 2  | 1  | 0  | 5  | 3  | 2   | 5   |
| 3   | Unión Española       | 3  | 1  | 0  | 2  | 5  | 7  | -2  | 2   |
| 4   | Cobreloa             | 3  | 0  | 0  | 3  | 0  | 3  | -3  | 0   |

PJ=Partidos jugados; PG=Partidos ganados; PE=Partidos empatados; PP=Partidos perdidos; GF=Goles a favor; GC=Goles en contra; Dif=Diferencia de gol; Pts=Puntos
|  | Clasifica a la final de desempate por la liguilla |

Final por la liguilla
| 4 de enero de 1980 | O'Higgins        | 1:0 (0:0) | Universidad de Chile | Estadio Nacional, Santiago                                     |                                                                |
|                    | Waldo Quiroz 78' |           |                      | Asistencia: 47.072 espectadores Árbitro(s): Mario Lira (Chile) | Asistencia: 47.072 espectadores Árbitro(s): Mario Lira (Chile) |

## Liguilla de Promoción
Clasificaron a la liguilla de promoción, los equipos que se ubicaron en 15° y 16° lugar de la Primera División (Audax Italiano y Santiago Wanderers), con los equipos que se ubicaron en 3° y 4° lugar de la Segunda División (Deportes Arica e Independiente). Se jugó una ronda con un sistema de todos contra todos, clasificando a la Primera División de 1980, los dos primeros equipos ubicados, en la tabla de posiciones.
| Pos | Equipo                     | PJ | PG | PE | PP | GF | GC | Dif | Pts |
| --- | -------------------------- | -- | -- | -- | -- | -- | -- | --- | --- |
| 1   | Santiago Wanderers         | 3  | 1  | 2  | 0  | 4  | 3  | 1   | 4   |
| 2   | Audax Italiano             | 3  | 1  | 2  | 0  | 1  | 0  | 1   | 4   |
| 3   | Deportes Arica             | 3  | 1  | 1  | 1  | 3  | 2  | 1   | 3   |
| 4   | Independiente de Cauquenes | 3  | 0  | 1  | 2  | 4  | 7  | -3  | 1   |

PJ=Partidos jugados; PG=Partidos ganados; PE=Partidos empatados; PP=Partidos perdidos; GF=Goles a favor; GC=Goles en contra; Dif=Diferencia de gol; Pts=Puntos
1º Fecha
| 12 de enero de 1980 | Audax Italiano | 0 : 0 | Santiago Wanderers | Estadio Carlos Dittborn, Arica                            |  |
|                     |                |       |                    | Asistencia: 18.032 espectadores Árbitro(s): Gastón Castro |  |

| 12 de enero de 1980 | Deportes Arica                                              | 3 : 1 | Independiente de Cauquenes | Estadio Carlos Dittborn, Arica                               |                                                              |
|                     | Miguel Hernández 9' · Jaime Fonseca 11' · Jorge Cabrera 18' |       | Rodríguez 77'              | Asistencia: 18.032 espectadores Árbitro(s): Alberto Martínez | Asistencia: 18.032 espectadores Árbitro(s): Alberto Martínez |

2º Fecha
| 16 de enero de 1980 | Santiago Wanderers                                           | 4 : 3 | Independiente de Cauquenes | Estadio Carlos Dittborn, Arica  |                                 |
|                     | Víctor Borquez · Claudio Mena · Jorge Garcia · Luis Olivares |       | Ribamar Batista · Andrade  | Asistencia: 18.000 espectadores | Asistencia: 18.000 espectadores |

| 16 de enero de 1980 | Deportes Arica | 0 : 1 | Audax Italiano | Estadio Carlos Dittborn, Arica  |                                 |
|                     |                |       | Mario Zurita   | Asistencia: 18.000 espectadores | Asistencia: 18.000 espectadores |

3º Fecha
| 19 de enero de 1980 | Audax Italiano | 0 : 0 | Independiente de Cauquenes | Estadio Carlos Dittborn, Arica  |  |
|                     |                |       |                            | Asistencia: 20.000 espectadores |  |

| 19 de enero de 1980 | Deportes Arica     | 1 : 1 | Santiago Wanderers | Estadio Carlos Dittborn, Arica                            |                                                           |
|                     | Benjamín Muñoz 52' |       | Luis Olivares 61'  | Asistencia: 20.000 espectadores Árbitro(s): Gastón Castro | Asistencia: 20.000 espectadores Árbitro(s): Gastón Castro |

- Santiago Wanderers y Audax Italiano se mantienen en Primera División.

## Goleadores
| Jugador              | Goles | Equipo               |
| -------------------- | ----- | -------------------- |
| Carlos Caszely       | 20    | Colo-Colo            |
| Liminha              | 19    | Coquimbo Unido       |
| Ricardo Fabbiani     | 18    | Deportes Aviación    |
| Luis Alberto Ramos   | 18    | Universidad de Chile |
| Mario Zurita         | 16    | Audax Italiano       |
| Ricardo Flores       | 15    | Naval                |
| Jaime Diaz           | 14    | Audax Italiano       |
| Leonardo Zamora      | 14    | Everton              |
| Américo Paredes      | 14    | Green Cross-Temuco   |
| Rubén Gómez          | 13    | Cobreloa             |
| Nelson Pedetti       | 13    | Cobreloa             |
| Nelson Vásquez       | 13    | Green Cross-Temuco   |
| Miguel Ángel Neira   | 13    | O'Higgins            |
| Sergio Messen        | 13    | Palestino            |
| Severino Vasconcelos | 12    | Colo-Colo            |
| Leonidas Burgos      | 12    | Deportes Concepción  |
| Sergio González      | 12    | Everton              |
| Óscar Herrera        | 12    | Naval                |